# Taxilejeunea steyermarkii
Taxilejeunea steyermarkii là một loài Rêu trong họ Lejeuneaceae. Loài này được H. Rob. mô tả khoa học đầu tiên năm 1976.